# نیکوقایوس بایو
نیکوقایوس بایِوْ یا نیکوقایوس گئورگی بایِوْ (به ارمنی Նիկողայոս Բաև - به انگلیسی Nikolai Georgievich Bayev)، (زاده ۶ اکتبر ۱۸۷۵ میلادی، در آستراخان، روسیه - وفات ۵ اوت ۱۹۴۹ میلادی در ایروان، ارمنستان)، مهندس و معمار ارمنی است.

## زندگی‌نامه
نیکوقایوس بایو در ۱۹۰۱ میلادی از دانشگاه مهندسی عمران سن پترزبورگ فارغ‌التحصیل می‌شود. نیکوقایوس طی اقامت در باکو یعنی از ۱۹۱۱ تا ۱۹۱۸ میلادی سازنده بیش از ۱۰۰ ساختمان بود. یکی از معروف‌ترین آثار معماری او ساختمان تئاتر باکو است که در حال حاضر آکادمی ملی اپرا و تئاتر باله آذربایجان می‌باشد که با کمک‌های تاجر معروف ارمنی برادران مائیلیان یا مایلوف ساخته شده است. نام قبلی ساختمان «مایلوف» بود که بعدها تغییر نام داده شد.
نیکوقایوس بایو در ۱۹۲۷ میلادی به ایروان نقل مکان می‌کند و در ارمنستان بیش از ۲۰۰ ساختمان را طراحی و ساخت را برعهده داشت.

## آثار
- مجموعه‌ای از مدارس و ورزشگاه و ساختمانهای مسکونی و ایستگاه راه‌آهن صابونچی در سال ۱۹۲۷ میلادی توسط او طراحی و ساخته شده است.[۷][۸][۹][۱۰][۱۱]
- ارمنستان:بانک دولتی ارمنستان شوروی(بانک مرکزی ارمنستان)، وزارت دادگستری، کارخانه مکانیک ایروان، سالن تئاتر سوندوکیان[۱۲][۱۳]

## نگارخانه

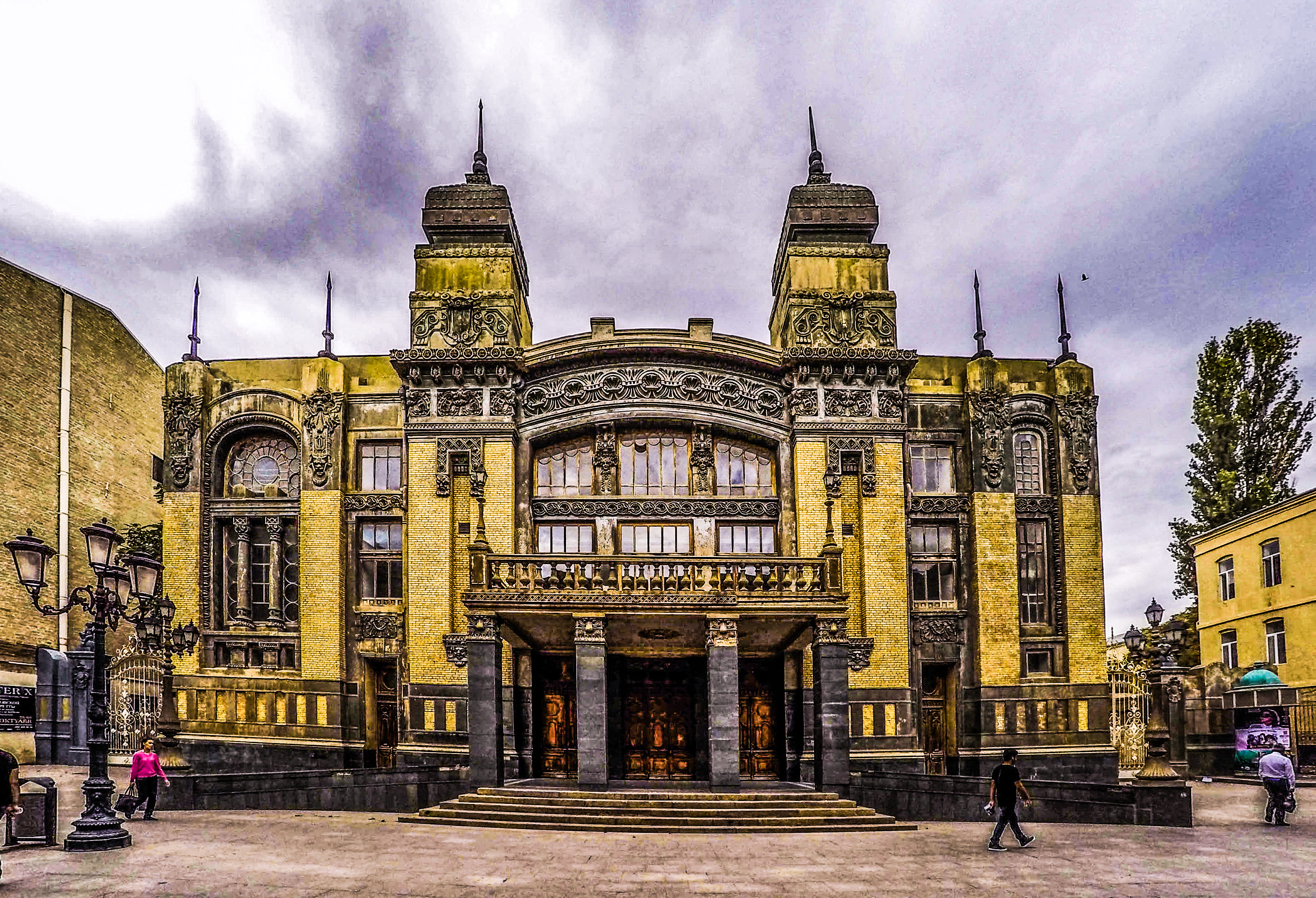
آکادمی ملی اپرا و تئاتر باله آذربایجان،مهندس و معمار این ساختمان نیکوقایوس می‌باشد.
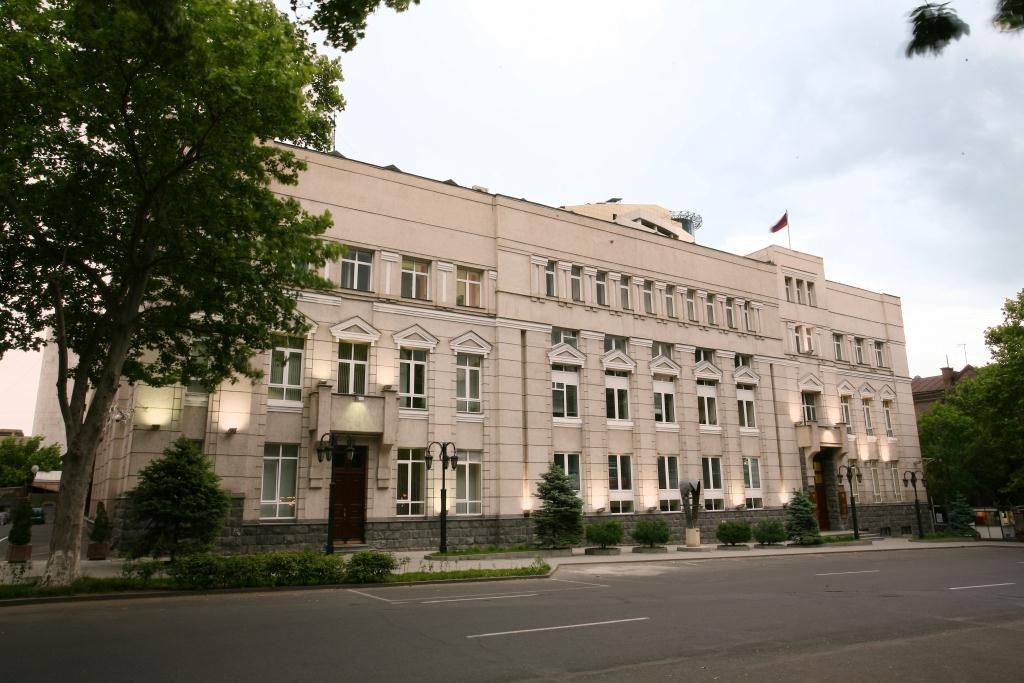
بانک مرکزی ارمنستان